# Salinõmme
Salinõmme est un village (küla) de la Commune de Pühalepa dans le Hiiumaa en Estonie. C'est le centre administratif de la Réserve naturelle des îlots de la région de Hiiumaa.